# العلاقات البريطانية الجنوب سودانية
العلاقات البريطانية الجنوب سودانية هي العلاقات الثنائية التي تجمع بين المملكة المتحدة وجنوب السودان.

## مقارنة بين البلدين
هذه مقارنة عامة ومرجعية للدولتين:
| وجه المقارنة                                              | المملكة المتحدة                 | جنوب السودان                  |
| --------------------------------------------------------- | ------------------------------- | ----------------------------- |
| المساحة (كم2)                                             | 242.50 ألف                      | 619.75 ألف                    |
| عدد السكان (نسمة)                                         | 66.02 مليون                     | 12.58 مليون                   |
| الكثافة السكانية (ن./كم²)                                 | 272.25                          | 20.3                          |
| العاصمة                                                   | لندن                            | جوبا                          |
| اللغة الرسمية                                             | لغة إنجليزية، اللغة الويلزية    | لغة إنجليزية                  |
| العملة                                                    | جنيه إسترليني                   | جنيه جنوب سوداني، جنيه سوداني |
| الناتج المحلي الإجمالي (بليون دولار)                      | 2.62 تريليون                    | 2.90 مليار                    |
| الناتج المحلي الإجمالي (تعادل القوة الشرائية) بليون دولار | 2.72 تريليون                    | 22.88 مليار                   |
| الناتج المحلي الإجمالي الاسمي للفرد دولار أمريكي          | 43.88 ألف                       | 73                            |
| الناتج المحلي الإجمالي للفرد دولار أمريكي                 | 40.23 ألف                       | 2.02 ألف                      |
| مؤشر التنمية البشرية                                      | 0.907                           | 0.467                         |
| رمز المكالمات الدولي                                      | +44                             | +211                          |
| رمز الإنترنت                                              | .uk، .gb                        | .ss                           |
| المنطقة الزمنية                                           | توقيت غرينيتش، توقيت غرب أوروبا | ت ع م+03:00                   |

## منظمات دولية مشتركة
يشترك البلدان في عضوية مجموعة من المنظمات الدولية، منها:
| علم المنظمة | اسم المنظمة                               | تاريخ انضمام المملكة المتحدة | تاريخ انضمام جنوب السودان |
| ----------- | ----------------------------------------- | ---------------------------- | ------------------------- |
|             | مؤسسة التنمية الدولية                     | 24 سبتمبر 1960               | 18 أبريل 2012             |
|             | يونسكو                                    | 4 نوفمبر 1946                | 27 أكتوبر 2011            |
|             | وكالة ضمان الاستثمار متعدد الأطراف        | 12 أبريل 1988                | 18 أبريل 2012             |
|             | الأمم المتحدة                             | 24 أكتوبر 1945               | 14 يوليو 2011             |
|             | الاتحاد البريدي العالمي                   | ?                            | ?                         |
|             | البنك الدولي للإنشاء والتعمير             | 27 ديسمبر 1945               | 18 أبريل 2012             |
|             | الاتحاد الدولي للاتصالات                  | 24 فبراير 1871               | 3 أكتوبر 2011             |
|             | مؤسسة التمويل الدولية                     | 20 يوليو 1956                | 18 أبريل 2012             |
|             | المركز الدولي لتسوية المنازعات الاستشارية | 18 يناير 1967                | 18 مايو 2012              |
|             | منظمة الشرطة الجنائية الدولية             | ?                            | ?                         |
|             | البنك الإفريقي للتنمية                    | ?                            | ?                         |

## وصلات خارجية
- موقع وزارة الخارجية البريطانية
- موقع وزارة الخارجية الجنوب سودانية